# عالم دي سي

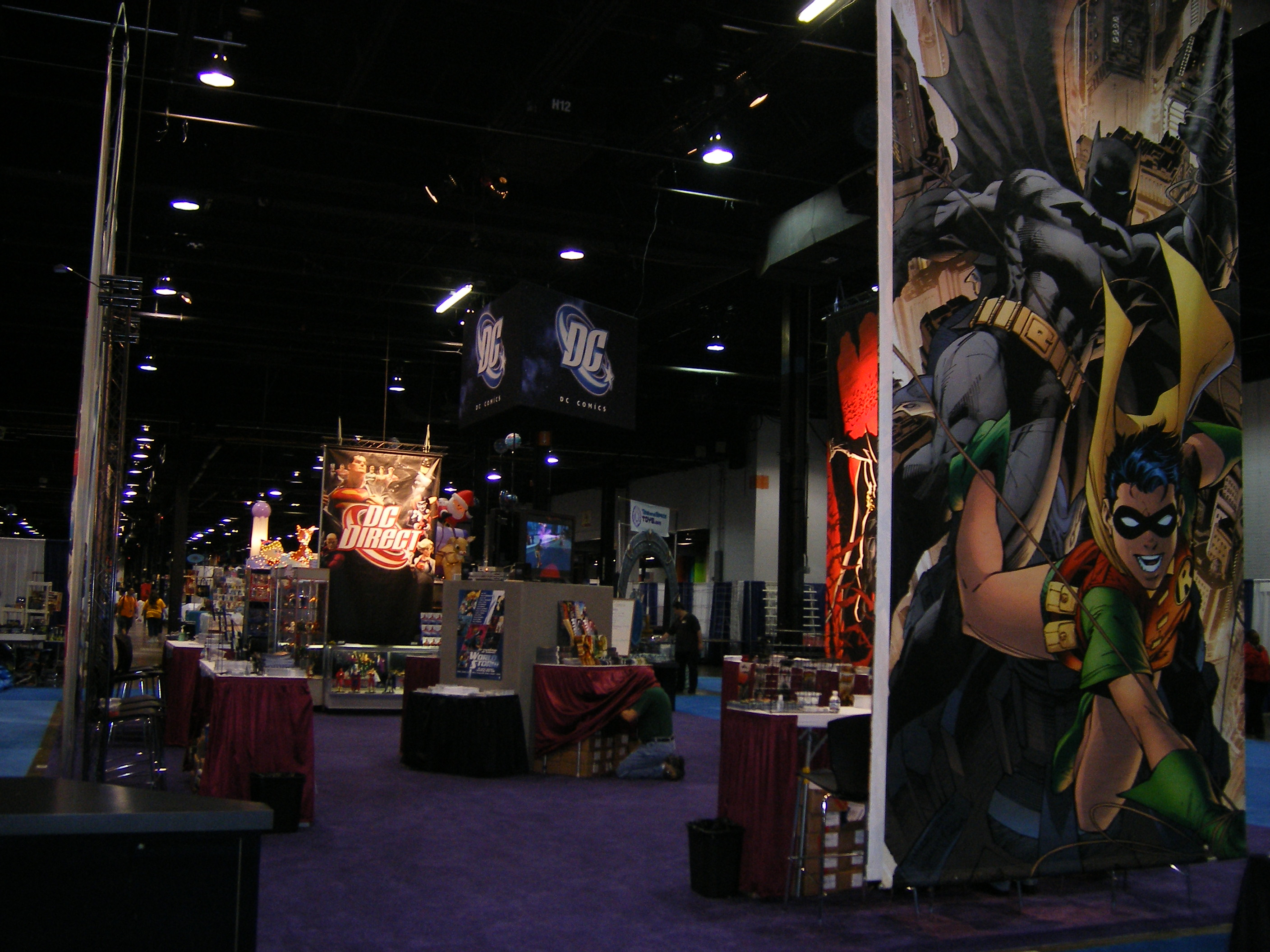
عالم دي سي في شيكاغو

كون دي سي (بالإنجليزية: DC Universe)‏ هو عالم مشترك خيالي والذي تقع فيه أحداث قصص الكتب المصورة التي تنشرها دي سي كومكس. الأبطال الخارقين مثل باتمان، سوبرمان والمرأة المعجزة هم من هذا العالم. يحتوي الكون على شخصيات أشرار مثل الجوكر، ليكس لوثر ودارك سايد. كون دي سي كان له عدة أسماء لكن في السنوات الأخيرة يسمى «الأرض الرئيسية» أو «الأرض 0».

## في وسائط أخرى

### أفلام
- باتمان (سلسلة أفلام)

### تلفاز
- السهم (مسلسل)
- البرق (مسلسل)
- أساطير الغد (مسلسل)
- بلا قوى (مسلسل كوميديا الموقف)

### رسوم متحركة
- أبطال التايتنز إنطلقوا!
- ستيفن البطل

### ألعاب فيديو
- مورتال كومبات: فيرسز دي سي يونيفرس
- إنجاستس: غودز أمونغ أص
- سوسايد سكواد: كيل ذا جاستس ليغ